# Pelea en el Congreso Nacional de Venezuela
La pelea en el Congreso Nacional de Venezuela fue una confrontación ocurrida entre miembros de la Asamblea Nacional Constituyente (de mayoría oficialista) y congresistas opositores, luego de que los constituyentes ocuparan el Palacio Federal Legislativo (controlado por la oposición) el 25 de agosto de 1999 y suspendieran las sesiones del Congreso. Congresistas opositores intentaron entrar a la sede legislativa el 27 de agosto, pero fueron repelidos por simpatizantes del chavismo, hiriendo a alrededor de treinta congresistas.

## Antecedentes
A pesar de que el presidente Hugo Chávez había prometido buscar el apoyo del Congreso, dominado por la oposición, antes de desencadenar el proceso Constituyente; en su primer día como Presidente, Chávez decretó un llamado a un referéndum para determinarse sí debía elaborarse una nueva Constitución utilizando un método propuesto por él. Aunque el proceso impulsado por Chávez no estaba planteado en la Constitución de Venezuela de 1961, dos decisiones favorables de la Corte Suprema de Justicia (CSJ) en enero de 1999 allanaron el camino a esta propuesta. el Consejo Nacional Electoral (CNE) dio su visto bueno después de revisar las bases propuestas por el presidente, y el referéndum se fijó para el 25 de abril.
El referéndum constituyente de Venezuela de 1999 se realizó bajo un clima de apatía electoral, la abstención, y el resultado fue abrumadoramente a favor de los propulsores de la Constituyente. El resultado de la elección de constituyentes fue la sobrerrepresentación del chavismo en la Asamblea Nacional Constituyente (ANC) y una derrota para la oposición. Con el 65% de los votos, el chavismo obtuvo más del 95% de los constituyentes. El 33% de las fuerzas que votaron por candidatos ajenos a la "llave de Chávez", solamente consiguieron llevar siete constituyentes a las ANC. De esta manera los partidos políticos y las asociaciones civiles quedaron marginados del proceso constituyente, y la función de oposición recayó entonces en las instituciones estatales, donde destaca el Congreso y la CSJ.A pesar de que el chavismo obtuvo el control casi total de la ANC, esto no significó que Chávez no encontró oposición dentro de sus mismos partidarios a varias de sus propuestas para la nueva Constitución.

## Confrontación
El 25 de agosto estalló abiertamente el conflicto entre la ANC y el Congreso, aprovechando un receso parlamentario, la mayoría oficialista constituyente ocupó el Palacio Federal Legislativo, suspendió la sesiones del Congreso, redujo al mínimo sus comisiones y creó una comisión delegada conformada por 23 congresistas que podían legislar, pero siempre sujetas al veto de la ANC en cuestiones importantes. Congresistas de Acción Democrática, Copei y Proyecto Venezuela protestaron la medida, que calificaron de un golpe de Estado, y llamaron a una sesión de emergencia en el Palacio Federal, Aristóbulo Isturiz, presidente de la ANC les advirtió que "el pueblo les cerraría el paso" si lo intentaban. El 27 de agosto, los congresistas opositores intentaron entrar al Congreso, pero fueron repelidos por simpatizantes del chavismo, que hirieron a treinta de los primeros cuando intentaban saltar la reja que rodea al edificio.

## Desenlace
La Iglesia católica medió entre la ANC y el Congreso, pero aunque lograron llegar a un acuerdo, el Congreso continuó reducido a su nuevo papel de comisión delegada, compartiendo el edificio con la Constituyente. En su momento, la opinión pública interpretó las protestas del Congreso como vanos intentos de la desprestigiada clase política tradicional de detener los cambios.